# Samuel B. Moore
Samuel B. Moore (Beech Hill, 1789 – Carrollton, 7 novembre 1846) è stato un politico statunitense. Fu il sesto governatore dell'Alabama dal marzo al novembre del 1831. Durante il suo mandato approvò leggi per estendere il potere dei coloni nei confronti dei nativi e promosse alcuni miglioramenti interni tra cui la creazione di una banca statale.